# 伽勒利亚·瓦勒利亚
加蕾莉婭·瓦蕾莉婭（Galeria Valeria，3世紀—315年），是罗马帝国四帝共治時期的羅馬皇后，她是罗马皇帝戴克里先的独生女，亦是罗马东部皇帝伽列里乌斯的妻子。
311年，瓦列里娅的父亲及丈夫先后去世，副帝馬克西米努斯·戴亞和李锡尼瓜分了伽列里乌斯的东部领土；马克西米努斯还欲娶瓦列里娅为他的皇后，但遭其拒绝，马克西米努斯恼羞成怒之下派兵将她逮捕并囚禁于叙利亚省。313年，马克西米努斯驾崩，李锡尼下令将瓦列里娅与她的母亲普里斯卡玛处决，两人逃离并躲藏了一年，直到被塞萨洛尼基的居民认出。最终她和其母被李锡尼的士兵俘虏，在城市的中央广场被斩首，尸体也被扔进了大海。
瓦列里娅皇后为人开明，对基督徒颇为同情，她曾劝说伽列里乌斯停止迫害基督信徒，她在死后被教会追封为基督教圣徒。